# Pentatomoidea
A Pentatomoidea a félfedelesszárnyúak (Hemiptera) rendjében a poloskák (Heteroptera) alrendjébe tartozó címerespoloska-alkatúak (Pentatomomorpha) alrendág névadó öregcsaládja. A köznyelv „mezei poloskáknak” hívja őket.
Az egyes taxonok meghatározásának nehézségei miatt az öregcsalád tagolása nem egyértelmű. A pajzsos (Scutelleridae) és a címeres poloskákat (Pentatomidae) régebben egy taxonnak tekintették, és még ma is mozgatnak kisebb-nagyobb rendszertani egységeket a két osztály között. Így például a pajzsos poloskaformák (Graphosomatini) nemzetségét újabban a címeres poloskák (Pentatomidae) családjából a pajzsos poloskák (Scutelleridae) közé helyezik át.

## Megjelenésük, felépítésük
Nevüket öt ízből álló (azaz „ötfelé vágott” — penta-toma) csápjukról kapták. Testük domború hátoldalán a középtor hátlemeze (az ún. pajzsocska) jellegzetes, hosszúkás, címer vagy pajzs alakú. A fán lakó fajok színe sokszor élénk (időnként egyes nemzedékeiké is különböző); a talajlakóké többnyire szürkés (rejtőszín).

## Életmódjuk, élőhelyük
A többnyire élénk mozgású fajokat fákon, virágokon, gyümölcsökön találhatjuk. Egyesek növények, mások kisebb ízeltlábúak nedveit szívogatják, és vannak vegyesen táplálkozók is. Más fajok rejtettebben, a talajon mászkálva élnek.